# Verdabbio
Verdabbio är en ort och tidigare kommun i den italienskspråkiga regionen Moesa i den schweiziska kantonen Graubünden. Den ligger i nedre delen av dalen Val Mesolcina, fem km norr om regionhuvudorten Roveredo.  Verdabbio var tidigare en självständig kommun, men inkorporerades 1 januari 2017 i kommunen Grono.